# 綜合復健中心車站
綜合復健中心車站（日语：／ Sōgō-rihabiri-sentā eki */?）是位於愛知縣名古屋市瑞穗區彌富町字月見岡，為名古屋市營地下鐵名城線的車站之一。車站編號為M21。此站是日本地铁站名当中日语名稱最长的車站。
本站於當初計畫預定命名為「清水岡」車站。

## 車站結構
本站為1面2線島式月台之地下車站。

### 月台配置
| 月台 | 路線   | 方向 | 目的地           |
| ---- | ------ | ---- | ---------------- |
| 1    | 名城線 | 左環 | 八事、本山方向   |
| 2    | 名城線 | 右環 | 新瑞橋、金山方向 |

## 相鄰車站
名古屋市營地下鐵
 名城線
八事（M20）－綜合復健中心（M21）－瑞穗運動場東（M22）

## 外部連結
- 綜合復健中心 - 名古屋市交通局